# Crati
De Crati (Oudgrieks: Κρᾶθις) is een rivier in Calabrië in de 'voet' van Italië.
De Crati is 91 km lang en daarmee de langste rivier van Calabrië. Hij ontspringt op 1742 meter hoogte in het Sila-gebergte op de Monte Timpone Bruno, in de gemeente Aprigliano. Het stroomgebied is 2440 km² groot. De belangrijkste zijrivieren zijn de Busento en de Coscile. De Busento mondt bij Cosenza uit in de Crati, vlak vóór de monding in de Ionische Zee. De zee vormt daar in de Golf van Tarente de Golf van Corigliano. Voor de monding loopt de rivier door de hoogvlakte van Sibari. Deze streek was in de oudheid een Grieks nederzettingsgebied van Magna Graecia met onder andere de stad Sybaris. Thans is het een gebied met intensieve landbouw. Enkele honderden meter zuidwaarts van de monding van de Crati ligt de haven van Corigliano Calabro.